# Peter Franquart
Peter Franquart, né à Lille le 4 janvier 1985, est un joueur de football français qui évolue au poste de défenseur central.

## Biographie
En janvier 2009, il est prêté au Havre AC.
Il est de nouveau prêté en août 2009, cette fois-ci au Charleroi SC avec option d'achat. 
En 2011, pour le mercato d'été, le RAEC Mons, club néo-promu en Jupiler Pro League, enrôle le joueur.

## Carrière
| Saison         | Club              | Pays     | Championnat        | Championnat | Championnat | Championnat  | Championnat  | Europe | Europe | Europe |
| Saison         | Club              | Pays     | Division           | Matchs      | Buts        | Cartons      | Cartons      | Coupe  | Matchs | Buts   |
| -------------- | ----------------- | -------- | ------------------ | ----------- | ----------- | ------------ | ------------ | ------ | ------ | ------ |
| Saison         | Club              | Pays     | Division           | Matchs      | Buts        | Carton jaune | Carton rouge | Coupe  | Matchs | Buts   |
| 2005 - 2006    | Lille OSC         | France   | Ligue 1            | 3           | 0           | 0            | 0            | C3     | 2      | 0      |
| 2006 - 2007    | Lille OSC         | France   | Ligue 1            | 7           | 0           | 0            | 0            | /      | 0      | 0      |
| 2007 - 2008    | Lille OSC         | France   | Ligue 1            | 19          | 1           | 4            | 0            | /      | 0      | 0      |
| 2008 - 2009    | Lille OSC         | France   | Ligue 1            | 1           | 0           | 0            | 0            | /      | 0      | 0      |
| Jan. 2009-2009 | Prêt Le Havre AC  | France   | Ligue 1            | 13          | 1           | 3            | 0            | /      | 0      | 0      |
| 2009 - 2010    | Prêt Charleroi SC | Belgique | Jupiler Pro League | 15          | 0           | 2            | 2            | /      | 0      | 0      |
| 2010 - 2011    | Prêt Charleroi SC | Belgique | Jupiler Pro League | 21          | 0           | 8            | 0            | /      | 0      | 0      |
| 2011 - 2012    | RAEC Mons         | Belgique | Jupiler Pro League | 23          | 0           | 4            | 0            | /      | 0      | 0      |
| 2012 - 2013    | RAEC Mons         | Belgique | Jupiler Pro League | 3           | 1           | 1            | 0            | /      | 0      | 0      |

## Repères
- Premier match en L1 : 4e journée - Sochaux 0-0 Lille, le 20 août 2005
- Premier but en L1 : 7e journée - Rennes 2-2 Lille, le 1er septembre 2007

## Palmarès
- Vainqueur du 34e Festival International Espoirs de Toulon et du Var en juin 2006.
- Vainqueur du 33e Festival International Espoirs de Toulon et du Var en juin 2005.